# 파카포로 GO!
〈파카포로 GO!〉(일본어: パカッポでGO! パカッポでゴー[*])는 《크레용 신짱》(짱구는 못말려)의 주인공, 노하라 신노스케(신짱구)(성우: 야지마 아키코)의 노래이며, 야지마 아키코의 2번째 싱글로 1995년 11월 13일에 워너 뮤직 재팬에서 발매됐다. 작사는 포엠단, 작곡은 키무라 타카시가 맡고 있다.

## 개요
TV 애니메이션 《크레용 신짱》(짱구는 못말려)의 4번째 오프닝 테마로 1995년 10월 9일부터 1996년 9월 27일까지 사용됐다. 영화의 오프닝으로는 《핸더랜드의 대모험》에서 사용됐다. 표기 혼동으로 잠시 バカッポでGO!(바카포로 GO!)로 표기되는 적도 있다.
이 때부터 신노스케의 작화와 목소리가 현재의 것과 가까워져오고 있다.

## 출전
1. ↑  CD 자켓에서의 표기는 ‘노하라 신노스케’.